# Campeonato Mundial de Esquí Nórdico de 1925
El II Campeonato Mundial de Esquí Nórdico se celebró en la localidad de Janské Lázně (Checoslovaquia) entre el 4 y el 14 de febrero de 1925 bajo la organización de la Federación Internacional de Esquí (FIS) y la Federación Checoslovaca de Esquí.

## Esquí de fondo
| Evento        | Oro                                    | Plata                                   | Bronce                                 |
| ------------- | -------------------------------------- | --------------------------------------- | -------------------------------------- |
| 18 km (12.02) | Otakar Německý Checoslovaquia 1:43:38  | František Donth Checoslovaquia 1:43:54  | Josef Erleback Checoslovaquia 1:45:40  |
| 50 km (14.02) | František Donth Checoslovaquia 5:09:56 | František Häckel Checoslovaquia 5:11:20 | Antonín Ettrich Checoslovaquia 5:15:12 |

## Salto en esquí
| Evento                       | Oro                                    | Plata                                   | Bronce                                     |
| ---------------------------- | -------------------------------------- | --------------------------------------- | ------------------------------------------ |
| Trampolín individual (12.02) | Willen Dick Checoslovaquia 18,985 pts. | Henry Ljungmann · Noruega · 18,444 pts. | František Wende Checoslovaquia 18,111 pts. |

## Combinada nórdica
| Evento             | Oro                                  | Plata                             | Bronce                              |
| ------------------ | ------------------------------------ | --------------------------------- | ----------------------------------- |
| Individual (04.02) | Otakar Německý Checoslovaquia 35,816 | Josef Adolf Checoslovaquia 32,874 | Xaver Affentranger · Suiza · 31,403 |

## Medallero
| Núm. | País           | Oro | Plata | Bronce | Total |
| ---- | -------------- | --- | ----- | ------ | ----- |
| 1    | Checoslovaquia | 4   | 3     | 3      | 10    |
| 2    | Noruega        | 0   | 1     | 0      | 1     |
| 3    | Suiza          | 0   | 0     | 1      | 1     |
|      | TOTAL          | 4   | 4     | 4      | 12    |